# العاصفة (جورجوني)
العاصفة هي لوحة زيتية لرسام عصر النهضة الإيطالي جورجوني رسمها في الفترة من 1506 - 1508.اللوحة معروضة حالياً في معارض الأكاديمية.